# Eleazar de Carvalho

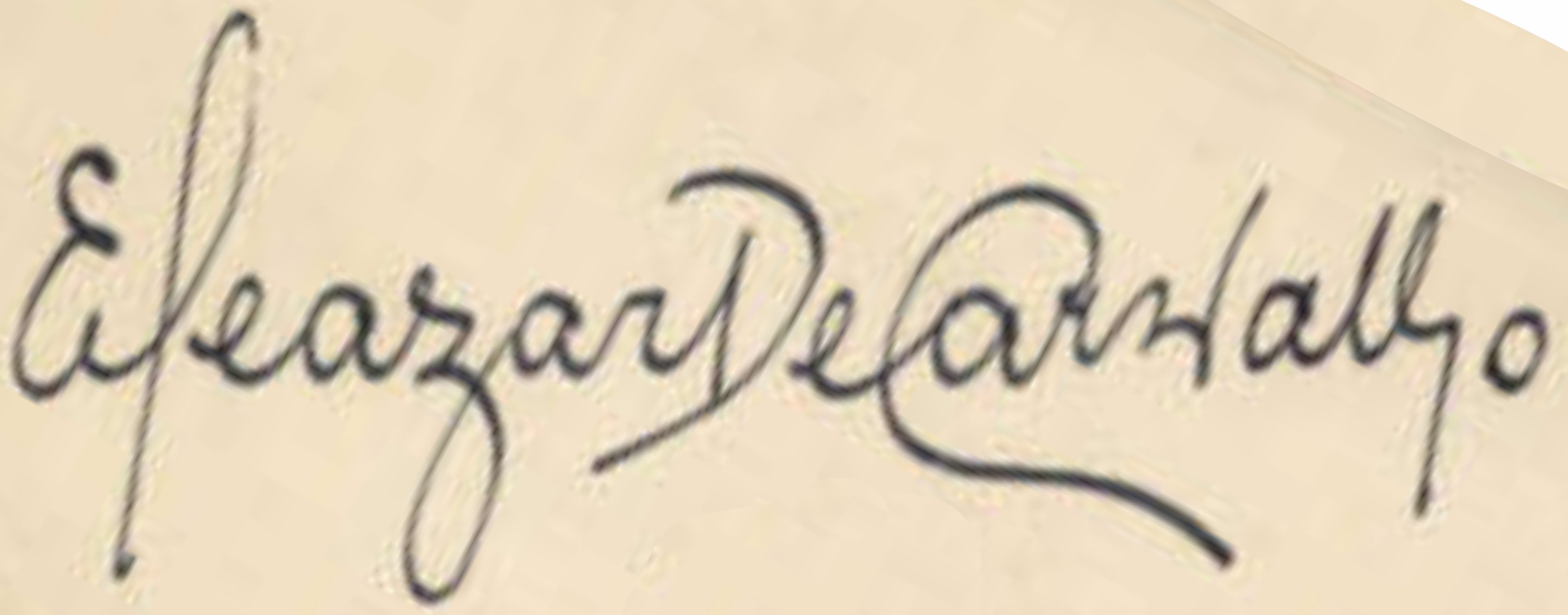
Autógrafo

Eleazar Segundo Afonso de Carvalho OMM (Iguatu, 28 de junho de 1912 — São Paulo, 12 de setembro de 1996) foi um acadêmico, linguista e regente brasileiro. Seus pais eram Manuel Afonso de Carvalho e Dalila Mendonça.

## Biografia
Nascido no interior do Ceará, transferiu-se ainda jovem para o Rio de Janeiro, tocando tuba na Banda do Batalhão Naval. Teve sua primeira ópera, O Descobrimento do Brasil, estreada no Teatro Municipal do Rio de Janeiro em 1939, recebendo, no ano seguinte, o diploma de maestro. Foi para os EUA em 1946. Em 1963 tornou-se doutor em música pela Washington State University, nos Estados Unidos. Fez doutorado em Letras e Humanidades, pelo Hofstra College, em Hampstead.

## Carreira musical
Nos Estados Unidos, estudou regência com Sergey Koussevitzky, no Berkshire Music Center, em Massachusetts. Em 1947 dividiu com Leonard Bernstein a função de assistente do maestro Koussevitzky, a quem sucedeu após a morte, ficando no Berkshire até 1965. Foi diretor Musical da Saint Louis Symphony Orchestra . Estreou em 1950, na Europa, no Palais Beaux-Arts em Bruxelas.
Atuou longamente como Regente Titular na Orquestra Sinfônica Brasileira, no Rio de Janeiro. Foi Diretor Artístico e, Regente Principal da Orquestra Sinfônica de Porto Alegre. Foi Diretor Artístico e Regente da Orquestra Sinfônica do Estado de São Paulo . Fundador da cadeira número 32 da Academia Brasileira de Música. Foi Diretor Musical da Saint Louis Symphony Orchestra.
Teve relevante atuação pedagógica tanto nos Estados Unidos quanto no Brasil, onde seu nome é indissociável do Festival de Inverno de Campos do Jordão. Eleazar de Carvalho assumiu a coordenação musical do festival de inverno de Campos do Jordão em 1973 e continuou com ele até a sua morte, o festival acontece até hoje todo mês de julho e o maestro sempre é lembrado.
Em seu tempo de vida, Eleazar de Carvalho era conhecido por seu temperamento forte e pelo vigor de seu fazer musical, respeitado tanto no repertório tradicional quanto em dois campos que ele sempre se empenhou divulgar: a música contemporânea e a brasileira.

## Família
Eleazar foi casado com Jocy de Oliveira, também musicista, e era pai do economista Eleazar de Carvalho Filho. Seu segundo casamento foi com Sonia Muniz. O casal teve um filho, Sergei Eleazar de Carvalho, que recebeu este nome em homenagem ao maestro Koussevitzky.

## Homenagens e distinções
- A Universidade de Fortaleza realiza anualmente, o Festival Eleazar de Carvalho,[8]
- Recebeu em Gramado - RS (Brasil) uma estátua ao lado da igreja de São Pedro em sua homenagem,[9]Estatua do Maestro Eleazar de Carvalho no lado da Igreja São Pedro em Gramado (RS), feita em 2007 como homenagem ao apoio fundamental que deu em 1986, na regência da Orquestra Sinfônica de Porto Alegre, à primeira edição do Natal Luz de Gramado. Evidência sua colaboração essencial a frase escrita na placa da estátua: "ILUMINE A CIDADE QUE A MÚSICA É COMIGO".

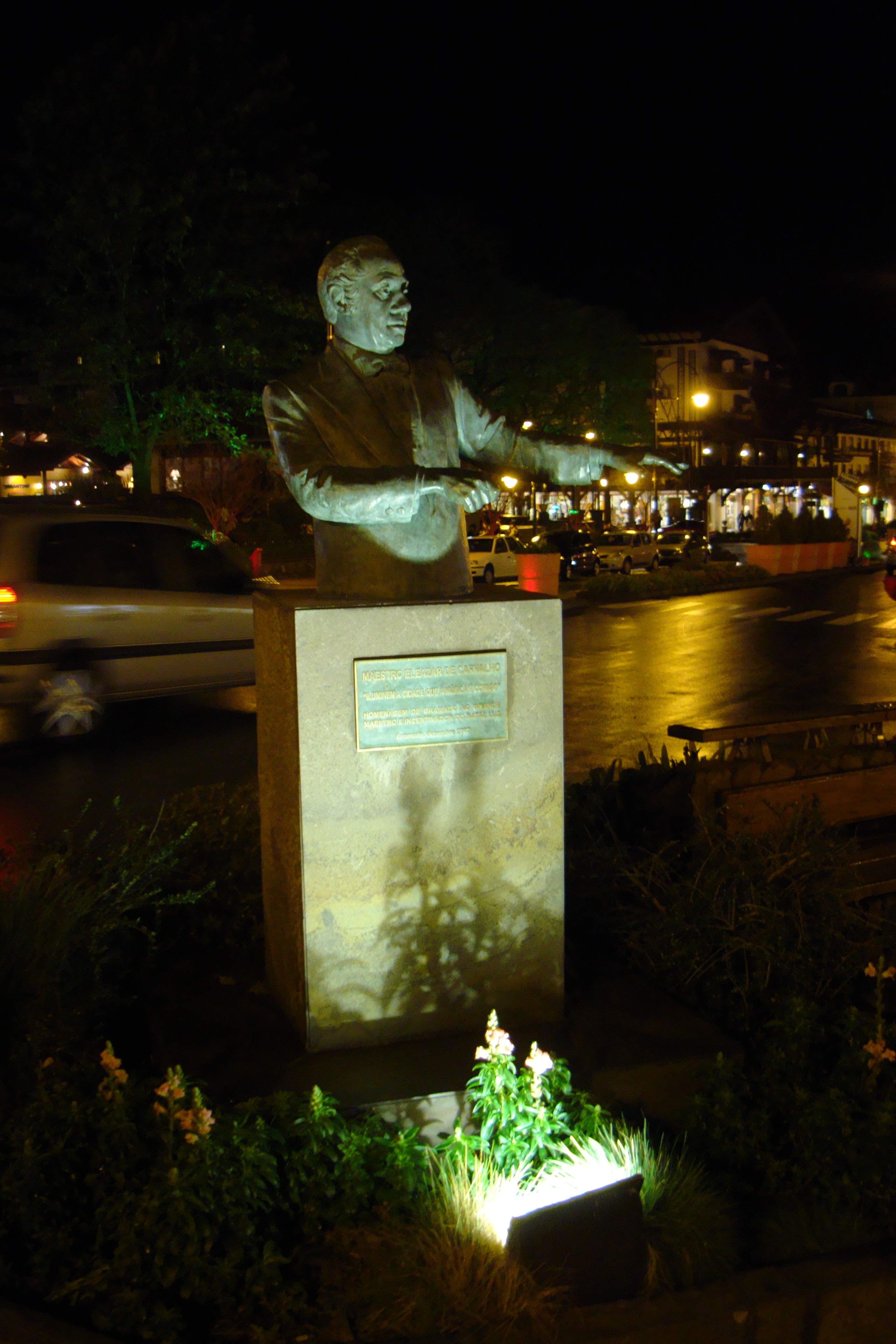
Estatua do Maestro Eleazar de Carvalho no lado da Igreja São Pedro em Gramado (RS), feita em 2007 como homenagem ao apoio fundamental que deu em 1986, na regência da Orquestra Sinfônica de Porto Alegre, à primeira edição do Natal Luz de Gramado. Evidência sua colaboração essencial a frase escrita na placa da estátua: "ILUMINE A CIDADE QUE A MÚSICA É COMIGO".

- A Faculdade da Cantareira criou a Semana Eleazar de Carvalho,[10]
- A OSPA dedica seu 8º Concerto Oficial a Eleazar de Carvalho,[11]
- Uma escola em Maracanaú foi nomeada em homenagem ao maestro,[12]
- Uma escola em Fortaleza foi nomeada em homenagem ao maestro,[13]
- Uma rua em Salto-SP foi nomeada em homenagem ao maestro,[14]
- Uma rua em São Gonçalo-RJ foi nomeada em homenagem ao maestro,[15]
- Em Sorocaba-SP há o Teatro Maestro Eleazar de Carvalho,[16]
- Em Itu-SP há o Teatro Maestro Eleazar de Carvalho,[17]
- A Orquestra Sinfônica do Estado de São Paulo estabeleceu a Semana Eleazar de Carvalho,[18]
- A Orquestra de Música Erudita de Iguatu, foi nomeada em homenagem ao Maestro Eleazar de Carvalho,[19]
- A Empresa Brasil de Comunicação estabeleceu o Prêmio Eleazar de Carvalho,[20]
- Em 1979 recebeu o Troféu Sereia de Ouro do Grupo Edson Queiroz, entregue pelo Sistema Verdes Mares,[21]
- Em 1996 foi criada a Orquestra de Câmara Eleazar de Carvalho em Fortaleza, Ceará, sendo nomeada assim como homenagem ao maestro.[22]
- Em 1996, foi admitido pelo presidente Fernando Henrique Cardoso à Ordem do Mérito Militar no grau de Oficial especial.[23]